# Cortinarius riederi
Cortinarius riederi är en svampart som först beskrevs av Johann Anton Weinmann, och fick sitt nu gällande namn av Elias Fries 1838. Cortinarius riederi ingår i släktet Cortinarius och familjen spindlingar.  Arten är reproducerande i Sverige. Inga underarter finns listade i Catalogue of Life.